# Cataclysme conturbata
Cataclysme conturbata är en fjärilsart som beskrevs av Walker 1863. Cataclysme conturbata ingår i släktet Cataclysme och familjen mätare. Inga underarter finns listade i Catalogue of Life.